# Impulsion (cheval)
Pour les articles homonymes, voir Impulsion.

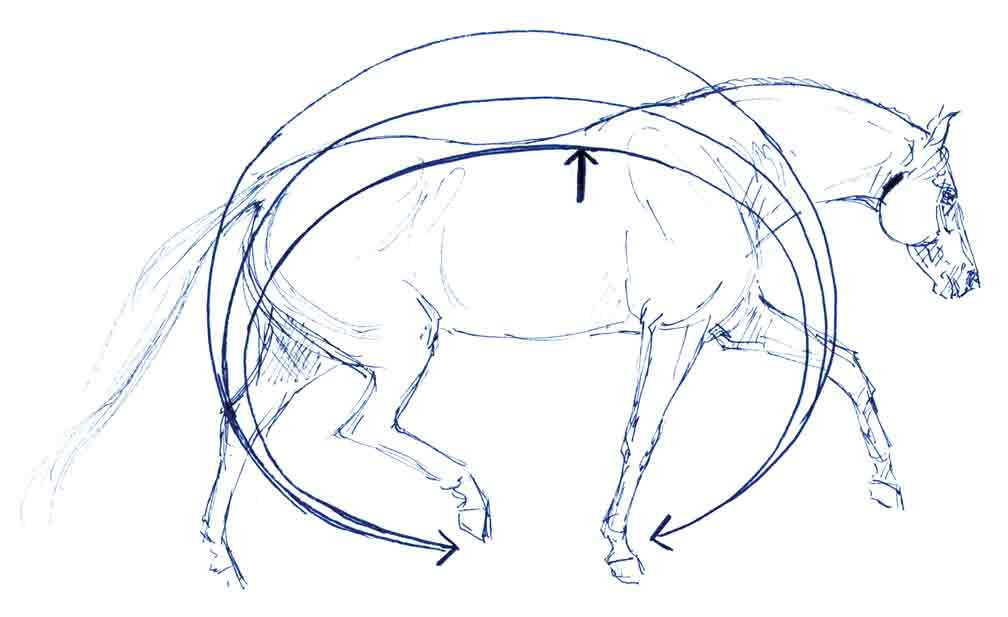
Impulsion transmise par le dos

L’impulsion est le désir (naturel, ou acquis par le travail) du cheval de se porter en avant. Le désir naturel est inné sur certains chevaux, d'autres ont besoin d'aide du cavalier (cravache, poids du corps, éperons) ; l'impulsion est alors acquise. La qualité de l'impulsion est notée dans les compétitions de dressage, soit comme note d'ensemble pour sa qualité globale sur l'ensemble de l'épreuve, soit comme composante d'un mouvement.

## Définition
L'impulsion est la propension naturelle et irrésistible du cheval à se porter dans un mouvement vers l'avant. Si le cheval ne possède pas naturellement cette qualité, ou qu'elle est insuffisante, le cavalier devra lui faire acquérir. Qualité d'abord physique, elle est aussi une qualité morale car elle correspond à la disposition du cheval à obéir le plus rapidement possible à l'ordre du cavalier de se porter en avant et à conserver sa force propulsive sans le recours des aides.
Elle résulte de la volonté du cheval, mise en jeu par le cavalier, à vouloir se porter en avant de façon constante et incoercible, avec toute son énergie et en y appliquant toutes ses forces musculaires. Elle est caractérisée par l'engagement des postérieurs et l'énergie de leur détente. Elle est donc la conséquence de l'activité des hanches, l'arrière-main chassant la masse en avant (ou étant toujours prête à le faire). L'impulsion est canalisée et régulée par la main du cavalier.
Le Comte d'Aure dit dans son Cours d’Équitation, cité par le Général l'Hotte : « Il en est de l'impulsion comme de la vapeur. Le cavalier tient dans ses mains la soupape de la chaudière, et il laisse plus ou moins la vapeur qui doit se présenter d'une manière constante ».
Le Général L'Hotte considère que « l'impulsion est l'essence même du mouvement... plus d'impulsion, plus de cheval ».

## L'importance de l'impulsion pour le cheval de selle
L'impulsion est considérée comme une qualité physiologique essentielle du cheval de selle. Pour tout compétiteur, cette qualité est celle qui prime sur toutes les autres car elle permet les compensations d'équilibre. C'est la qualité de base sans laquelle rien n'existe. Un cheval dans l'impulsion garde la même attitude et la même cadence; l'énergie est maintenue dans la cadence.
Être dans l'impulsion est la préoccupation première du dresseur en début de dressage. Elle est obtenue par la soumission du cheval à l'homme, par la maîtrise des hanches qui fournit l'effort, et le respect de la main qui règle et dirige l'effort. La réalisation du désir de se porter en avant ne peut être obtenu que par la mise en jeu des forces pouvant provoquer le mouvement; les hanches étant, chez le cheval, le foyer de ces forces d'impulsion.
La vitesse n'est pas un critère d'impulsion. Avec de l'impulsion, le cheval se livre à son cavalier dans toutes les allures, ce qui n'est pas le cas avec la vitesse. Plus on réduit la vitesse dans une allure, plus on augmente l'impulsion.
Le perfectionnement du cheval dans l'impulsion des trois allures naturelles est la base du dressage de Haute École. Ce travail permet d'obtenir le pas d'école, le trot d'école et le galop d'école.

## L'impulsion dans les compétitions de dressage
Le règlement de la Fédération équestre internationale définit l'impulsion comme le terme utilisé pour décrire la transmission d'une propulsion énergique, mais contrôlée, provenant de l'arrière-main dans le mouvement athlétique du cheval. Son expression ultime ne peut être visible que sur un cheval décontracté et élastique conduit par la main douce de son cavalier. 
La vitesse, en soi, a peu à voir avec l'impulsion; le résultat étant le plus souvent un écrasement des allures. L'impulsion se caractérise par une flexion plus prononcée des postérieurs, dans une action continue plutôt que staccato. Le jarret, au moment où le pied arrière quitte le sol, doit d’abord avancer plutôt que d’être tiré vers le haut, mais certainement pas vers l’arrière. Un élément essentiel de l'impulsion est le temps que le cheval passe en élévation plutôt que sur le sol. L'impulsion ne se voit donc que dans les allures qui ont un moment de suspension.
L'impulsion est une condition préalable à un rassemblé correct au trot et au galop. S'il n'y a pas d'impulsion, il n'y a rien à rassembler.
L'impulsion est l'une des quatre notes d'ensemble, avec un coefficient 1, dans les épreuves Pro 1, Pro 2, Pro 3, Amateur Élite, Amateur 1 et amateur 2 ; les protocoles indiquant que les juges portent notamment leur attention sur le désir du cheval de se porter en avant, l'élasticité des foulées, la souplesse du dos et l'engagement de l'arrière main. Au niveau Amateur 3, elle est l'une des six notes d'ensemble, coefficient 1, l'attention des juges ne portant que sur le désir du cheval de se porter en avant et l'engagement de l'arrière main. 